# Élections constituantes de 1945 en Charente-Maritime
Les élections constituantes françaises de 1945 se déroulent le 21 octobre.

## Mode de scrutin
Les députés sont élus selon le système de représentation proportionnelle suivant la règle de la plus forte moyenne dans le département, sans panachage ni vote préférentiel.
Il y a 586 sièges à pourvoir.
Dans le département de la Charente-Maritime, cinq députés sont à élire.

## Élus
Les cinq députés élus sont : 
|   | Député élu         |  | Groupe parlementaire |
| - | ------------------ |  | -------------------- |
| 1 | Roger Faraud       |  | SFIO                 |
| 2 | André Maudet       |  | SFIO                 |
| 3 | Georges Gosnat     |  | PCF                  |
| 4 | Pierre Truffaut    |  | MRP                  |
| 5 | Christian Vieljeux |  | UR                   |

## Liste et candidats

### Listes en présence
| Liste | Liste                                                    | Liste                                                    | Liste                                                    | Parti   | Tête de liste      |
| ----- | -------------------------------------------------------- | -------------------------------------------------------- | -------------------------------------------------------- | ------- | ------------------ |
|       | Liste de concentration républicaine et paysanne          | Liste de concentration républicaine et paysanne          | Liste de concentration républicaine et paysanne          | RI-PPUS | Christian Vieljeux |
|       | Liste du Mouvement Républicain Populaire                 | Liste du Mouvement Républicain Populaire                 | Liste du Mouvement Républicain Populaire                 | MRP     | Pierre Truffaut    |
|       | Liste du Parti Communiste Français                       | Liste du Parti Communiste Français                       | Liste du Parti Communiste Français                       | PCF     | Georges Gosnat     |
|       | Liste du Parti Républicain Radical et Radical-Socialiste | Liste du Parti Républicain Radical et Radical-Socialiste | Liste du Parti Républicain Radical et Radical-Socialiste | PRRRS   | René Mayer         |
|       | Liste du Parti Socialiste SFIO                           | Liste du Parti Socialiste SFIO                           | Liste du Parti Socialiste SFIO                           | SFIO    | Roger Faraud       |

### Candidats
| N°                                                       | N°                 | Candidats          | Parti | Parti | Principales fonctions                                      |
| -------------------------------------------------------- | ------------------ | ------------------ | ----- | --- | ---------------------------------------------------------- |
|                                                          | 1                  | Christian Vieljeux |       | Radical indépendant                                                                                         | Industriel                                                 |
| 2                                                        | Roger Palmieri     |                    | PPUS  | Propriétaire-éleveur, avocat à la Cour d'appel, cofondateur du PPUS                                         |                                                            |
| 3                                                        | Pierre Demanche    |                    | RG    | Industriel                                                                                                  |                                                            |
| 4                                                        | Jacques Oudet      |                    | PPUS  | Ingénieur agricole                                                                                          |                                                            |
| 5                                                        | Maurice Armand     |                    | RI    | Commerçant                                                                                                  |                                                            |
| Liste de concentration républicaine et paysanne          |                    |                    |       | |                                                            |
|                                                          |                    |                    |       | |                                                            |
|                                                          | 1                  | Pierre Truffaut    |       | MRP | Assureur, Président de la Fédération départementale du MRP |
| 2                                                        | Docteur Poirier    |                    | MRP   | Maire de Montendre                                                                                          |                                                            |
| 3                                                        | André Religieux    |                    | MRP   | Agent technique d'aviation                                                                                  |                                                            |
| 4                                                        | François Kiener    |                    | MRP   | Avocat |                                                            |
| 5                                                        | Jeanne Soulard     |                    | MRP   | Conseiller municipal de Surgères                                                                            |                                                            |
| Liste du Mouvement Républicain Populaire                 |                    |                    |       | |                                                            |
|                                                          |                    |                    |       | |                                                            |
|                                                          | 1                  | Georges Gosnat     |       | PCF | Directeur de la compagnie France-Navigation                |
| 2                                                        | Maurice Brillouet  |                    | PCF   | Comptable, conseiller général du canton de Surgères, maire de Surgères                                      |                                                            |
| 3                                                        | Claire Vinsonneau  |                    | PCF   | Déportée politique                                                                                          |                                                            |
| 4                                                        | Henri Crespin      |                    | PCF   | Ouvrier métallurgiste, conseiller général du canton de La Rochelle-Est, conseiller municipal de La Rochelle |                                                            |
| 5                                                        | Marc Carré         |                    | PCF   | Propriétaire-exploitant                                                                                     |                                                            |
| Liste du Parti Communiste Français                       |                    |                    |       | |                                                            |
|                                                          |                    |                    |       | |                                                            |
|                                                          | 1                  | René Mayer         |       | PRRRS | Ministre des Travaux publics et des Transports             |
| 2                                                        | Roger Gaborit      |                    | PRRRS | Conseiller général du canton de Rochefort-Nord, Maire de Rochefort                                          |                                                            |
| 3                                                        | Ludovic Quintard   |                    | PRRRS | Propriétaire-cultivateur, ancien conseiller d'arrondissement, maire de Fontenet                             |                                                            |
| 4                                                        | Gabriel Chobelet   |                    | PRRRS | Directeur de l'École Maritime de La Rochelle Ancien conseiller d'arrondissement, maire de Nieul-sur-Mer     |                                                            |
| 5                                                        | Louise Hay         |                    | PRRRS | Directrice d'école publique à Marennes, veuve de déportée                                                   |                                                            |
| Liste du Parti Républicain Radical et Radical-Socialiste |                    |                    |       | |                                                            |
|                                                          |                    |                    |       | |                                                            |
|                                                          | 1                  | Roger Faraud       |       | SFIO | Ancien député                                              |
| 2                                                        | André Maudet       |                    | SFIO  | Ancien député, Conseiller général du canton de Saintes-Nord                                                 |                                                            |
| 3                                                        | Noé Lavergne       |                    | SFIO  | Éducateur, conseiller général du canton de Matha                                                            |                                                            |
| 4                                                        | Mme Raphaël Gérard |                    | SFIO  | Conseillère général du canton de Montlieu, maire de Polignac                                                |                                                            |
| 5                                                        | Clément Juchereau  |                    | SFIO  | Inspecteur commercial à l'Union des coopérateur de La Rochelle, conseiller municipal de La Rochelle         |                                                            |
| Liste du Parti Socialiste SFIO                           |                    |                    |       | |                                                            |

## Résultats

### Résultats par liste
| Parti Liste                                              | Parti Liste    | Liste              | Liste   | Liste  | Liste | Sièges | Sièges |
| Parti Liste                                              | Parti Liste    | Tête de liste      | Voix    | %      | +/-   | Total  | +/-    |
| -------------------------------------------------------- | -------------- | ------------------ | ------- | ------ | ----- | ------ | ------ |
|                                                          | SFIO           | Roger Faraud       | 48 438  | 28,22  | 7,92  | 2      | 1      |
| Liste du Parti Socialiste SFIO                           |                |                    |         |        |       |        |        |
|                                                          |                |                    |         |        |       |        |        |
|                                                          | PCF            | Georges Gosnat     | 36 517  | 20,56  | 11,91 | 1      | 1      |
| Liste du Parti Communiste Français                       |                |                    |         |        |       |        |        |
|                                                          |                |                    |         |        |       |        |        |
|                                                          | MRP            | Pierre Truffaut    | 33 382  | 19,45  | Nv    | 1      | Nv     |
| Liste du Mouvement Républicain Populaire                 |                |                    |         |        |       |        |        |
|                                                          |                |                    |         |        |       |        |        |
|                                                          | RI-PPUS        | Christian Vieljeux | 31 788  | 18,52  | Nv    | 1      | Nv     |
| Liste de concentration républicaine et paysanne          |                |                    |         |        |       |        |        |
|                                                          |                |                    |         |        |       |        |        |
|                                                          | PRRRS          | René Mayer         | 22 726  | 13,24  | 23,58 | 0      | 4      |
| Liste du Parti Républicain Radical et Radical-Socialiste |                |                    |         |        |       |        |        |
|                                                          |                |                    |         |        |       |        |        |
| Inscrits                                                 | Inscrits       | Inscrits           | 256 287 | 100,00 |       | 5      | 1      |
| Votants                                                  | Votants        | Votants            | 176 749 | 68,96  | 11,63 |        |        |
| Blancs et nuls                                           | Blancs et nuls | Blancs et nuls     | 5 125   | 2,90   |       |        |        |
| Exprimés                                                 | Exprimés       | Exprimés           | 171 624 | 97,10  |       |        |        |

### Résultats par parti
| Parti          | Parti                                                  | Tête de liste      | Résultats | Résultats | Sièges | Sièges |
| Parti          | Parti                                                  | Tête de liste      | Voix      | %         | Sièges | Sièges |
| -------------- | ------------------------------------------------------ | ------------------ | --------- | --------- | ------ | ------ |
|                | Section française de l'Internationale ouvrière         | Roger Faraud       | 48 438    | 28,22     | 2      |        |
|                | Parti communiste français                              | Georges Gosnat     | 35 290    | 20,56     | 1      |        |
|                | Mouvement républicain populaire                        | Pierre Truffaut    | 33 382    | 19,45     | 1      |        |
|                | Républicains indépendants-Parti paysan d'union sociale | Christian Vieljeux | 31 788    | 18,52     | 1      |        |
|                | Parti républicain, radical et radical-socialiste       | René Mayer         | 22 726    | 13,24     | 0      |        |
|                |                                                        |                    |           |           |        |        |
| Inscrits       | Inscrits                                               | Inscrits           | 256 287   | 100,00    | 5      |        |
| Votants        | Votants                                                | Votants            | 176 749   | 68,96     |        |        |
| Blancs et nuls | Blancs et nuls                                         | Blancs et nuls     | 5 125     | 2,90      |        |        |
| Exprimés       | Exprimés                                               | Exprimés           | 171 624   | 97,10     |        |        |